# ستيفان ندوفيتش
ستيفان ندوفيتش هو لاعب كرة قدم صربي في مركز الوسط، ولد في 12 يناير 1988 في كراغوييفاتس في صربيا. لعب مع نادي ياغودينا.

## وصلات خارجية
- ستيفان ندوفيتش على موقع قاعدة بيانات كرة القدم.إي يو (الإنجليزية)
- ستيفان ندوفيتش على موقع Soccerway.com (الإنجليزية)
- ستيفان ندوفيتش على موقع عالم كرة القدم.نت (الإنجليزية)